# Ballerina Girl
Ballerina Girl is een nummer van de Amerikaanse zanger Lionel Richie uit 1987. Het is de vierde single van zijn derde studioalbum Dancing on the Ceiling.
Lionel schreef "Ballerina Girl" over zijn dochter Nicole Richie. De plaat werd een grote hit de Verenigde Staten, met een 7e positie in de Billboard Hot 100. In het Nederlandse taalgebied was het succes iets bescheidener; met een 35e positie in de Nederlandse Top 40 en een 22e positie in de Vlaamse Radio 2 Top 30.

## Tracklijst
7" Single
1. "Ballerina Girl" - 3:36
2. "Deep River Woman" - 4:35